# 롤 플레이 (영화)
《롤 플레이》(영어: Role Play)는 미국, 프랑스, 독일에서 제작된 토마 뱅상 감독의 2024년 액션 코미디 영화이다. 케일리 쿼코가 제작과 주연을 맡았으며, 그 외에 데이비드 오옐로워, 빌 나이, 코니 닐센 등이 출연하였다.

## 줄거리
결혼 7년 차 에마와 데이브는 호텔에서 서로 모르는 사람인 척 만나는 역할 연기(role play)를 하여 최근 삐걱거리는 부부 관계를 개선하기로 한다. 하필 호텔에서 마주친 한 남자가 에마의 정체를 알아본다. 에마는 사실 청부 살인 업자로 전 고용주가 거액의 현상금을 걸어둔 상태이다. 에마는 현재의 삶과 남편, 자녀들을 지키기 위해 자신을 노리는 자들에게 맞서 싸우기 시작한다.

## 출연
- 케일리 쿼코 - 에마 브래킷 역
- 데이비드 오옐로워 - 데이브 브래킷 역
- 빌 나이 - 밥 켈러먼 역
- 코니 닐센 - 궨 카버 역
- 사이먼 딜레이니 - 토비 버먼 역